# Moderata samlingspartiets kulturpris
Moderata samlingspartiets kulturpris var ett pris för att belöna ”en kultur‐ och idépolitisk debattör med moderat grundsyn”. Det instiftades 1978 under den litteraturintresserade Gösta Bohmans partiledarskap. Priset har bestått av konstverk. Det var tänkt att delas ut årligen, men så har icke skett.

## Priskommitténs ledamöter (urval)
- Gösta Bohman (ordförande 1984)[4]
- Lars Gustafsson (1984)[5]

## Mottagare
- 1978 Leif Carlsson[2][1]
- 1979 Stig Strömholm [6]
- 1981 Paul Patera [7]
- 1984 Sven Fagerberg[5][4]
- 1987 Lars Gustafsson[8][9]